# Синдром Пірсона
Синдром Пірсона — це рідкісна мітохондріальна хвороба, що характеризується сидеробластичною анемією та екзокринною дисфункцією підшлункової залози. Також спостерігається фіброз підшлункової залози з інсулінозалежним діабетом та екзокринною недостатністю підшлункової залози, м’язові та неврологічні порушення, також це захворювання асоціюється з підвищеним ризиком ранньої смерті, часто у грудному віці. У тих небагатьох пацієнтів, які виживають, у зрілому віці часто виникають симптоми синдрому Кернса – Сейра. Синдром Пірсона викликакється  делецією в мітохондріальній ДНК, зустрічається він дуже рідко, у медичній літературі у всьому світі зареєстровано менше ста випадків.
Вперше синдром був описаний дитячим гематологом та онкологом Говардом Пірсоном 1979 року; делеції, що його викликають, були виявлені через десять років.

## Генетика

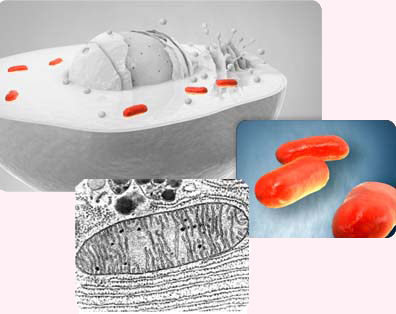
Мітохондрії

Синдром Пірсона — це мітохондріальна хвороба, спричинена делецією мітохондріальної ДНК (mtDNA). Мітохондріальна ДНК  — це генетичний матеріал, що міститься в мітохондріях. У кожній мітохондрії є 2–10 молекул мтДНК. При розладах, що спричинені дефектами мтДНК, тяжкість захворювання залежить від кількості мутантних молекул мтДНК, присутніх у клітинах.
Синдром Пірсона викликається делеціями, які відрізняються за розмірами та розташуванням від тих делецій, що спричиняють інші мітохондріальні розлади, такі як хронічна прогресуюча офтальмоплегія та синдром Кернса-Сейра. Делеції в мітохондріальних ДНК зазвичай є спонтанними і охоплюють один або кілька генів тРНК. Хоча теоретично можливе пренатальне тестування на синдром Пірсона, аналіз та інтерпретація результатів буде надзвичайно складною.
Типовою делецією мтДНК, пов'язаною із синдромом Пірсона, є делеція 4977 bp. Це видалення було позначено як m.8470_13446del4977. Діагностують  синдром Пірсона за до помогою Саузерн блоту лейкоцитарної ДНК.

## Патофізіологія

### Особливості
1. Кров: При синдромі Пірсона кістковий мозок не продукує білі кров’яні клітини, які називаються нейтрофілами. Також знижується кількість тромбоцитів та може розвиватися апластична анемія.[10] Його можна сплутати з тимчасовою дитячою еритробластопенією. [11]
2. Підшлункова залоза: Синдром Пірсона призводить до того, що екзокринна частина підшлункової залози не працює належним чином через рубцювання та атрофію. [12]

Люди з цим захворюванням мають складнощі з засвоєнням поживних речовин з їжі. Немовлята з таким станом зазвичай не ростуть і не набирають вагу.

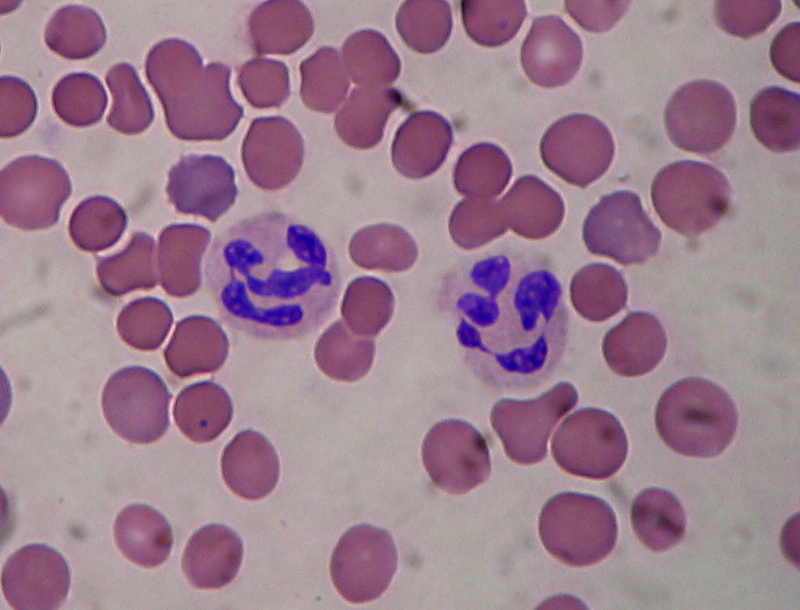
Нейтрофіли

## Діагностика
Діагностувати синдром Пірсона можна за допомогою біопсії кісткового мозку, виявивши сидеробластичну анемію, або за допомогою вимірювання вмісту жиру у зразку калу. Також його можна виявити генетичним тестуванням.

## Лікування
В даний час не існує затверджених методів лікування синдрому Пірсона, лікування зазвичай підтримуюче. Minovia Therapeutics [Архівовано 12 березня 2022 у Wayback Machine.] — перша компанія, яка провела спеціальне клінічне випробування для лікування хворих на синдром Пірсона. 

## Історія
Синдром Пірсона спочатку був охарактеризований 1979 року як смертельний розлад, який уражає немовлят. Зараз його визначають як рідкісну мітохондріальну цитопатію з анемією, нейтропенією та тромбоцитопенією.